# Tyrone Power
Tyrone Edmund Power III (Cincinnati, 5 de maio de 1914 – Madrid, 15 de novembro de 1958), creditado geralmente sob o nome Tyrone Power e conhecido, algumas vezes, como "Ty Power", foi um ator de cinema e de teatro estadunidense, que atuou em diversos filmes entre os anos 30 e 50, em papéis de capa-e-espada ou personagens românticos, como em The Mark of Zorro, Blood and Sand, The Black Swan, Prince of Foxes, The Black Rose, e Captain from Castile.
Nos anos 50, Power limitou seus papéis no cinema, para dedicar algum tempo ao teatro. Sua grande chance teatral surgiu com John Brown's Body (poema) e com a peça Mister Roberts. Power morreu de um infarto agudo do miocárdio, aos 44 anos.

## Infância
Nascido em Cincinnati, Ohio, em 1914, foi o único filho do ator de cinema e teatro estadunidense (nascido inglês) Tyrone Power, Sr., e Helen Emma "Patia" Reaume. Power era descendente de uma longa linhagem de atores de teatro, entre eles seu bisavô, o ator e comediante irlandês Tyrone Power (1795-1841). Tinha sangue francês por parte de seus pais, que descendiam de católicos franceses do Canadá por parte da família Reaume, de sua mãe, e de protestantes huguenotes, por parte de sua avó paterna Lavenu e Blossett. Por parte de sua bisavó paterna, Anne Gilbert, Power era aparentado com o ator Laurence Olivier; por parte de sua avó paterna, a atriz Ethel Lavenu, era aparentado com o escritor Evelyn Waugh, e por parte do primo de seu pai, Norah Emily Gorman Power, era aparentado com o diretor de teatro Sir William Tyrone Guthrie, fundador do Stratford Theatre, no Canadá e do Tyrone Guthrie Theatre, em Minneapolis, Minnesota.
Durante seu primeiro ano de vida, Tyrone viveu em Cincinnati. Seu pai ficava ausente por longos períodos, devido à temporada de teatro em Nova Iorque. Era uma criança doentia, e o médico sugeriu à sua família que o clima da Califórnia poderia lhe fazer bem; a família mudou-se para lá em 1915, e a irmã de Tyrone, Anne, nasceu na Califórnia em 26 de agosto de 1915. Seus pais aturaram juntos no teatro e, em 1917, realizaram o filme The Planter. Tyrone Power, Sr., que mais tarde se tornou conhecido, acabou indo, devido a sua carreira, para Nova Iorque; os Powers se divorciaram por volta de 1920.
Após o divórcio, Patia Power trabalhou como atriz de teatro. Em 1921, aos 7 anos, o jovem Tyrone apareceu ao lado de sua mãe em La Golondrina, em São Gabriel, Califórnia. Alguns anos mais tarde, a família voltou para Cincinnati, ao lado da tia de Patia, Helen Schuster Martin, fundadora da Schuster-Martin School of Drama. Power cresceu ao lado de seus dois primos, Roberta e William [Bill], e da tia de sua mãe, Helen; estudou na escola católica de Cincinnati e se graduou na Purcell Marian High School, em 1931.

## Carreira

### Anos 30
Tyrone Power associou-se a seu pai no verão de 1931, após terem ficado algum tempo separados devido ao divórcio. Seu pai teve um infarto agudo do miocárdio em dezembro de 1931, morrendo nos braços do filho, enquanto preparava a performance para The Miracle Man. Tyrone Power, Jr., qual ele era então conhecido, decidiu continuar na carreira artística. Ele foi de porta em porta, em busca de um trabalho como ator, mas não conseguiu; em 1932, apareceu em uma ponta em Tom Brown of Culver, um filme estrelado por Tom Brown e foi extra no filme Flirtation Walk. Frustrado, ele aceitou o conselho de um amigo, Arthur Caesar, e partiu para Nova Iorque em busca de experiência teatral.

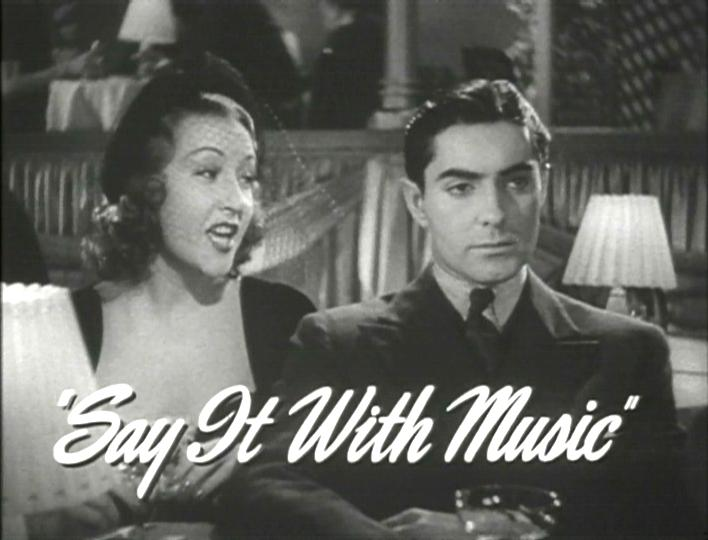
Tyrone Power com Ethel Merman no trailer de Alexander's Ragtime Band (1938)

Durante sua viagem a Nova Iorque, parou em Chicago, onde seu amigo, Don Ameche, convenceu-o a trabalhar um tempo no rádio; percebendo que não tinha habilidade para tal atividade, Power partiu novamente para Nova Iorque, onde conheceu Katharine Cornell, a grande atriz de teatro, que o indicou para substituir Burgess Meredith na peça Flowers of the Forest.  Posteriormente, Cornell o colocou no papel de Benvolio em Romeu e Juliet. Nessa época, Hollywood o observou, oferecendo-lhe um teste para o cinema. Katharine Cornell o aconselhou a não ir para Hollywood sem antes ter alguma experiência teatral, e Tyrone Power aceitou o conselho. Cornell deu a ele um papel substancial em sua próxima peça, St. Joan. Novamente Hollywood se interessou e lhe ofereceu o teste. Cornell lhe disse que agora estava “pronto”.
Tyrone Power foi para Hollywood em 1936, e assinou contrato com a 20th Century-Fox. No entanto, não foi reconhecido seu talento por algum tempo, e teve uma falsa esperança quando foi escalado para Sing Baby Sing, a pedido de Alice Faye, uma estrela do estúdio. O diretor, Sidney Lanfield, não reconheceu seu potencial e o tirou do elenco do filme, alegando que ele nunca se tornaria um ator. Faye interveio novamente, e convenceu o estúdio a lhe dar uma chance. Conseguiu um pequeno papel em Girls' Dormitory, e nesse filme conquistou várias fãs, entre elas Hedda Hopper. Posteriormente, Power fez um papel maior em Ladies in Love, que estrelava Janet Gaynor, Constance Bennett e Loretta Young. Ao perceber que a 20th Century-Fox não o considerava entre suas opções, Tyrone Power foi ao escritório do diretor, Henry King, para lhe perguntar sobre a possibilidade de um papel de destaque. King ficou impressionado com ele e insistiu para que fizesse um teste para Lloyd's of London, um papel que já era de Don Ameche. A despeito das reservas de Darryl F. Zanuck, foi decidido dar a Power o papel no filme, o qual era dirigido por Henry King, e a editora da Fox, Barbara McLean, convenceu-o de que Power tinha mais presença em cena do que Don Ameche. Ele foi para a estréia do filme como um desconhecido, e saiu como uma estrela, iniciando aí seu sucesso cinematográfico.

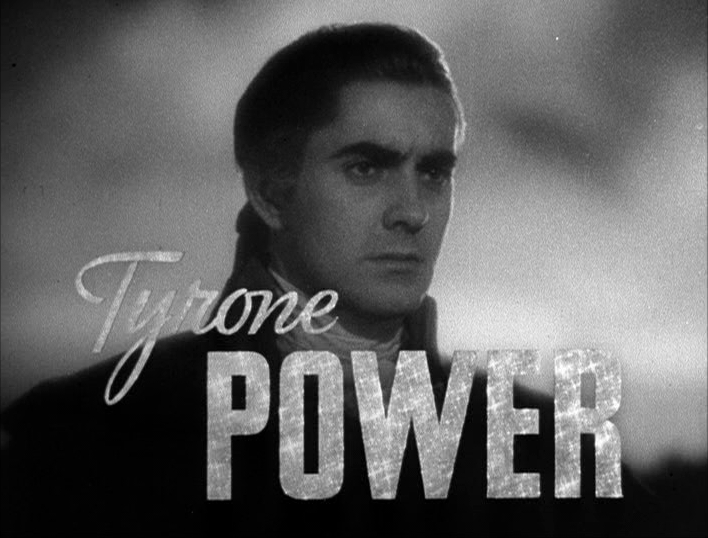
Tyrone Power em um trailer de Marie Antoinette (1938)

Tyrone Power esteve em evidência de 1936 até 1943, quando sua carreira foi interrompida para o serviço militar. Nessa época, estrelou comédias românticas:Thin Ice e Day-Time Wife; dramas: Suez, Blood and Sand, Son of Fury: The Story of Benjamin Blake,The Rains Came e In Old Chicago; musicais: Alexander's Ragtime Band, Second Fiddle e Rose of Washington Square; western: Jesse James (1939) e Brigham Young; filmes de Guerra: Yank in the R.A.F. e This Above All; capa-e-espada: The Mark of Zorro e The Black Swan. Jesse James foi um grande sucesso, mas recebeu muitas críticas pela glamurização do famoso fora-da-lei. O filme foi feito em torno de Pineville, Missouri, e foi o primeiro filme Technicolor de Power. Em sua carreira, fez 16 filmes em cores, incluindo o que estava fazendo quando morreu. Foi emprestado uma vez, para a MGM, para fazer Marie Antoinette. Zanuck ficou irritado porque a MGM usou a maior estrela da Fox em um papel secundário, e nunca mais o emprestou. Power foi aventado para o papel de Ashley Wilkes em Gone with the Wind, Joe Bonaparte em Golden Boy, Paris em King's Row; além disso, Harry Cohn o convidou para diversos filmes; e esteve nos planos de Norma Shearer para a produção de The Love of the Last Tycoon.
Power foi considerado a segunda maior bilheteria de 1939, só superado por Mickey Rooney.

### Anos 40
Em 1940, a carreira de Tyrone Power tomou uma direção dramática, quando o filme The Mark of Zorro foi realizado. Power fez o papel de Don Diego Vega, durante o dia, e de Zorro, durante a noite. O papel fora feito, anteriormente, por Douglas Fairbanks, em 1920, num filme com o mesmo título. A atuação de Power foi excelente, e a 20th Century Fox colocou-o no elenco em filmes de capa-e-espada nos anos seguintes. Power foi um excelente espadachim, e a cena do duelo em The Mark of Zorro é considerada uma das melhores da história do cinema. O grande espadachim de Hollywood, Basil Rathbone, que atuou com ele em The Mark of Zorro, comentou: "Power was the most agile man with a sword I’ve ever faced before a camera. Tyrone could have fenced Errol Flynn into a cocked hat".
A despeito de se manter ativo no cinema fazendo filmes para a 20th Century-Fox, Tyrone Power dedicou um tempo ao rádio e ao teatro. Ele atuou com sua esposa, Annabella, em diversos programas de rádio, incluindo as peças Blood and Sand, The Rage of Manhattan e Seventh Heaven; também atuou com ela na peça Liliom, em Country Playhouse, Westport, Connecticut, em 1941. Trabalhou também ao lado de Humphrey Bogart, Jeanne Crain, Loretta Young, Alice Faye e Al Jolson.
A carreira de Tyrone Power foi interrompida em 1943, para o serviço militar. Ele entrou para os U.S. Marines em 1942, mas quando voltou, foi requisitado pela 20th Century-Fox para completar mais um filme, Crash Dive, em 1943, um patriótico filme de guerra. Ele foi creditado como Tyrone Power, U.S.M.C.R., e o filme serviu, como muitos da época, para o recrutamento de soldados para a guerra.

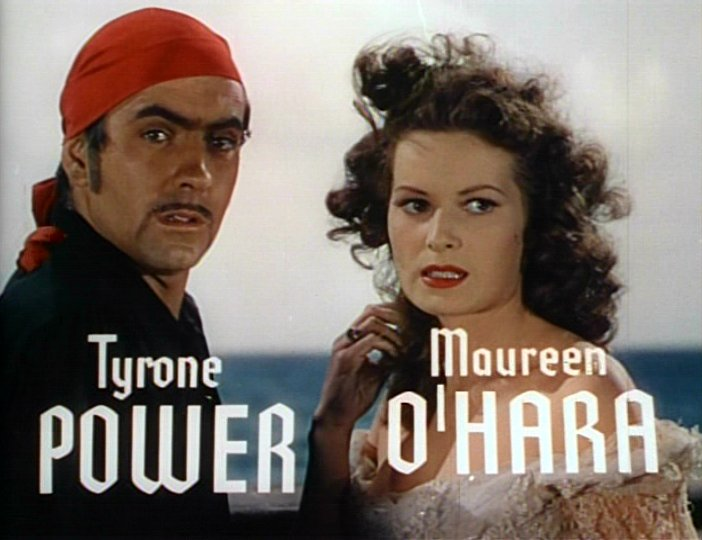
Com Maureen O'Hara no trailer de The Black Swan (1942)

Anne Baxter foi uma das atrizes que atuou com ele no cinema e no teatro. Em 1946, contracenou com Gene Tierney e Anne Baxter em The Razor's Edge, uma adaptação do romance homônimo de W. Somerset Maugham.
Seu próximo trabalho foi o film noir Nightmare Alley (1947); Darryl F. Zanuck estava relutante em permitir que Power fizesse o filme, pois sua aparência marcante e charme eram usados como marketing pelo estúdio, e Zanuck temia que o papel sombrio pudesse prejudicar a imagem de Power. Zanuck acabou aceitando, mas dispensou para um “filme A” os recursos que normalmente daria a um filme B. O filme foi dirigido por Edmund Goulding, e, apesar de ter morrido na bilheteria (Zanuck não fez publicidade e o removeu do lançamento), Power recebeu as mais favoráveis críticas de sua carreira. O filme foi lançado em DVD em 2005, após muitos anos de batalha legal, e Power novamente recebeu opiniões favoráveis dos críticos do século XXI.
A incursão de Power no drama foi curta, e ele em seguida convidado para o filme Captain from Castile, dirigido por Henry King, que dirigiu Tyrone Power em onze filmes. Após fazer as comédias românticas That Wonderful Urge (com Gene Tierney, seu par em The Razor's Edge) e The Luck of the Irish (1948) (com Anne Baxter), Power voltou ao capa-e-espada, em The Black Rose e Prince of Foxes.

### Anos 50
Nos anos 50, Power começou a se sentir infeliz com os filmes que assumira, tais como American Guerrilla in the Philippines e Pony Soldier, e em 1950 foi para a Inglaterra para fazer o papel principal na peça Mister Roberts, por uma temporada de 23 semanas no London Coliseum.
Para a Fox renovar seu contrato, ofereceu-lhe o papel em The Robe. Ele voltou para a América (o papel acabou sendo de Richard Burton) e, em 1º de novembro de 1952, participou de uma tour de 10 semanas com John Brown's Body (poema), um drama em três pessoas escrito sobre o poema de Stephen Vincent Benét, adaptado e dirigido por Charles Laughton, e estrelado por Power, Judith Anderson e Raymond Massey.
O contrato que fez com seu estúdio lhe permitira fazer papéis fora da 20th Century-Fox, e em 1953 ele fez The Mississippi Gambler para a Universal Studios, com a garantia de uma porcentagem dos lucros, e ganhou 1 milhão de dólares com o filme.
Os críticos aplaudiram sua atuação em "John Brown's Body", e houve uma segunda temporada em outubro de 1953, por 4 meses, ao lado de Raymond Massey e Anne Baxter.
Em 1953, a atriz e produtora Katharine Cornell colocou Power no elenco de The Dark is Light Enough (peça), uma versão do drama do escritor britânico Christopher Fry. A peça era ambientada na Áustria, em 1848. Entre novembro de 1954 e abril de 1955, ele fez uma tour com esse papel nos Estados Unidos e Canadá, terminando com 12 semanas no Anta Theater, Nova Iorque, e 2 semanas no Colonial Theater, Boston. Sua atuação em A Quiet Place, de Julian Claman, teve uma temporada no National Theater, Washington, e terminou em 1955.
Untamed, o último filme de Tyrone Power sob o contrato da 20th Century-Fox, foi lançado em 1955, e no mesmo ano houve o lançamento de The Long Gray Line, um sucesso de John Ford para a Columbia Pictures.
.

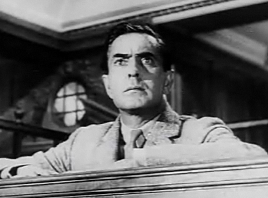
Power como o acusado de assassinato, na adaptação de 1957 do romance de Agatha Christie, Witness for the Prosecution

Em 1956, ano em que a Columbia lançou The Eddy Duchin Story, outro grande sucesso, Power retorna à Inglaterra para o papel de Dick Dudgeon, em The Devil's Disciple, de George Bernard Shaw, por uma semana no Manchester Opera House, em Manchester, e nove semanas no Winter Garden, em Londres.
Seu antigo chefe, Darryl F. Zanuck, persuadiu-o a atuar em The Sun Also Rises (1957), adaptado do romance de Ernest Hemingway, que foi lançado no mesmo ano que Abandon Ship e Rising of the Moon (apenas narrador), de John Ford. O último filme de Tyrone Power é também um dos seus papéis mais esquecidos, o do acusado de assassinato Leonard Vole, no filme baseado no romance de Agatha Christie, Witness for the Prosecution, dirigido por Billy Wilder. O crítico de The National Post, Robert Fulford, comentou sua atuação como “soberba”, e Power como "the seedy, stop-at-nothing exploiter of women", contrastando com os capa-e-espada e os papéis românticos anteriormente interpretados. O filme foi bem recebido e foi um sucesso de bilheteria.
Power voltou ao teatro em março de 1958, para a adaptação de Arnold Moss para a peça de George Bernard Shaw, Back to Methuselah, de 1921. Em setembro de 1958, Tyrone Power foi para Madrid e Valdespartera, na Espanha, para o filme épico “Solomon and Sheba”, dirigido por King Vidor. Ele filmara já 75% do roteiro quando teve um infarto agudo do miocárdio, enquanto estava filmando uma cena de duelo com seu amigo, George Sanders, e morreu a caminho do hospital. Yul Brynner ficou com o papel de Salomão e a edição usou várias das cenas de luta que Power havia filmado; um observador mais atento pode vê-lo em algumas das cenas, durante o duelo.
O último filme de Tyrone Power poderia ter sido com um gesto familiar, a dele com a espada na mão. É, talvez, mais reverenciado como um espadachim. O diretor Henry King comentou que o povo sempre lembraria dele com uma espada em punho: "People always seem to remember Ty with sword in hand, although he once told me he wanted to be a character actor. He actually was quite good – among the best swordsmen in films".

## Vida pessoal

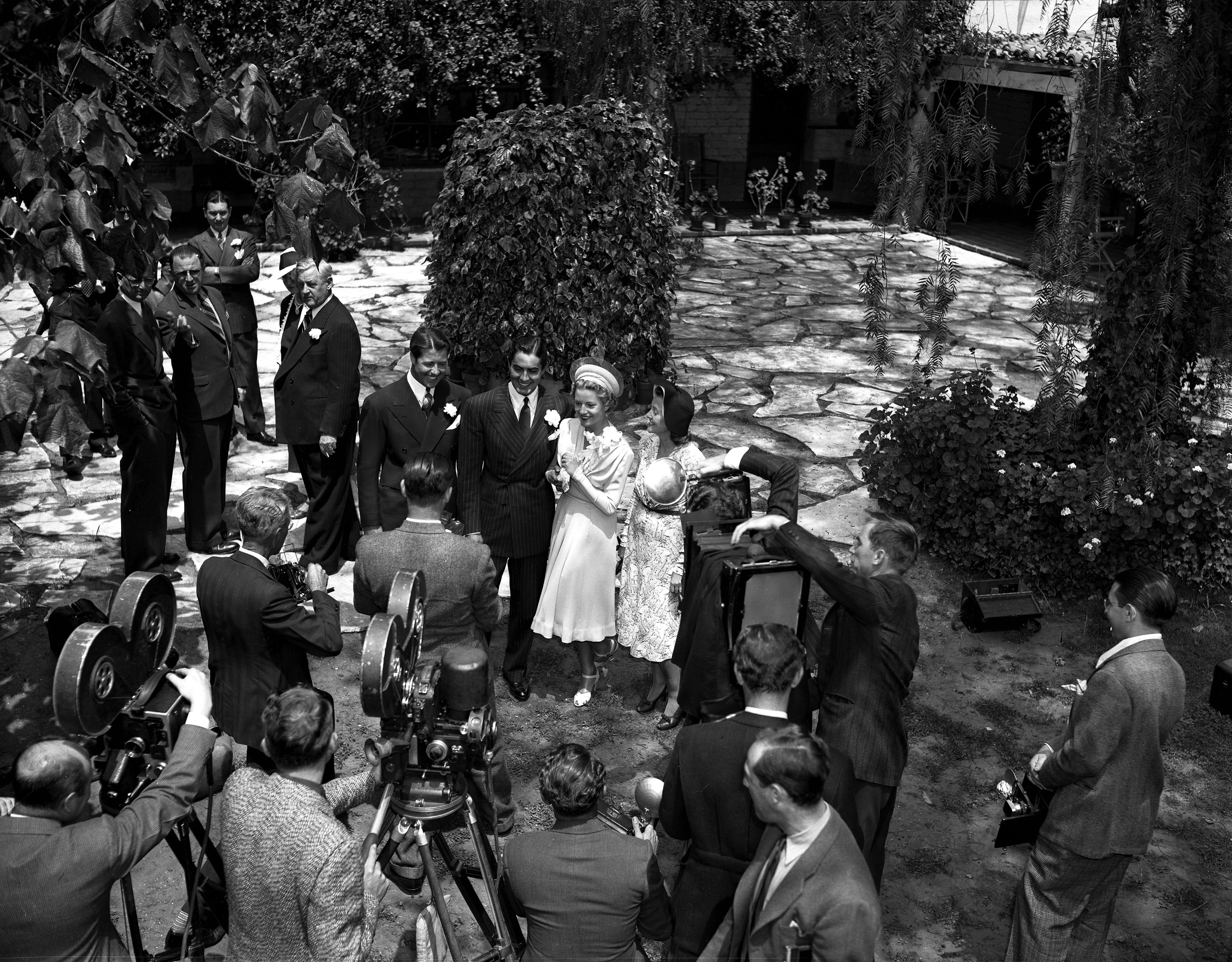
Tyrone Power e Annabella após a cerimônia de casamento em Bel-Air, Califórnia, em 1939

Tyrone Power casou com a atriz francesa Annabella (nascida Suzanne Georgette Charpentier) em abril de 1939. Eles se conheceram na 20th Century-Fox, na época em que trabalharam juntos no filme Suez. Annabella era uma grande estrela na França quando a 20th Century-Fox a trouxe para a América, e quando o chefe do estúdio Darryl F. Zanuck soube do relacionamento entre os dois fez objeções, devido ao fato de tal casamento fazer com que Power perdesse suas fãs. Zanuck ofereceu vários papéis para Annabella em filmes fora do país, para separá-los. Quando Power e Annabella casaram, contrariando Zanuck, a carreira de Annabella na 20th Century Fox sofreu um retrocesso. Após o casamento, Zanuck recusou colocá-la nos filmes, para punir sua desobediência. Nessa época, Tyrone Power deixou o estúdio para fazer o serviço militar, e Annabella passou a atuar em peças, para satisfazer seu desejo de interpretação. Em sua biografia, Annabella disse que Zanuck não pôde parar o amor entre eles. Seu casamento foi feliz por algum tempo, mas acabou quando Tyrone deixou os U.S. Marines, em 1943.
O relacionamento extraconjugal com Judy Garland pode ter contribuído para o fim do casamento, mas pode ter havido outras razões. J. Watson Webb, Jr., amigo íntimo e editor da 20th Century Fox, em A&E Biography, relata como uma das razões da ruptura o fato de Annabella não poder lhe dar filhos. Em março de 1947, em Photoplay, Power disse, em uma entrevista, que queria um lar com crianças. Annabella tentou esclarecer a situação em uma entrevista para a revista Movieland, em 1948, declarando: "Our troubles began because the war started earlier for me, a French-born woman, than it did for Americans". Ela explicou que com a eclosão da guerra na Europa se tornou infeliz e irritada e, para afastar a mente dos problemas, ela aceitara trabalhar no teatro, que a manteve afastada de casa por semanas e meses. "It is always difficult to put one's finger exactly on the place and time where a marriage starts to break up", ela disse. "But I think it began then. We were terribly sad about it, both of us, but we knew we were drifting apart. I didn’t think then - and I don’t think now - that it was his fault, or mine". O casal tentou recuperar seu casamento quando Power retornou do serviço militar, mas não conseguiu. Annabella declarou que ele voltara mudado da Guerra. Eles se separaram legalmente em 1946, e depois se divorciaram. Apesar do divórcio, ficaram amigos íntimos até a morte dele.
Após a separação de Annabella, Power teve um relacionamento com Lana Turner. Em 1948, fez uma viagem à Europa e sul da África, e se apaixonou por Linda Christian, em Roma, e ao voltar aos Estados Unidos, rompeu com Lana Turner. Em sua autobiografia, Turner disse que a MGM, seu estúdio, e a 20th Century Fox, estúdio de Power, conspiraram para o fim do romance, por medo de perder suas estrelas. Turner declarou que, durante a viagem de Power à Europa e sul da África, uma história dela jantando com Frank Sinatra, um amigo, foi levada até Power, que começou a suspeitar de sua fidelidade. Turner também declarou que foi coincidência demais Linda Christian estar hospedada no mesmo hotel de Tyrone Power, e insinuou que Christian havia conseguido o itinerário de Power com a 20th Century Fox.

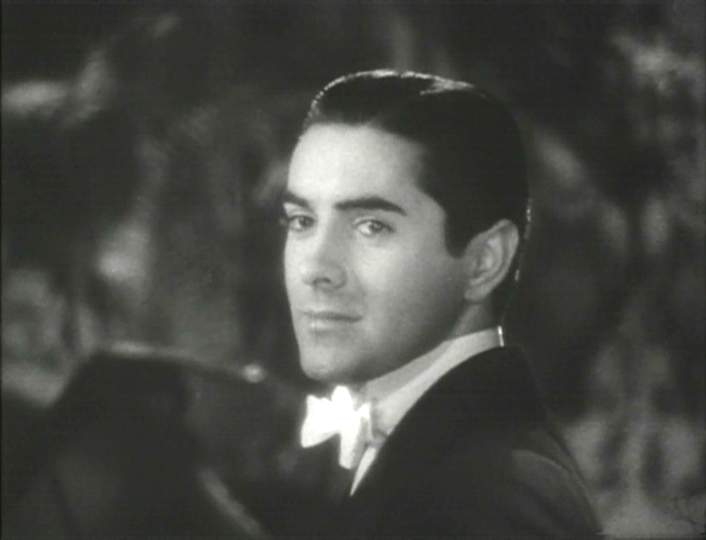
O ator, em Alexander's Ragtime Band (1938)

Power e Christian casaram em 27 de janeiro de 1949, na igreja Santa Francesca, com 8 a 10 mil fãs do lado de fora.
Christian abortou três vezes, até dar à luz uma menina, Romina Francesca Power, em 2 de outubro de 1951. Uma segunda filha, Taryn Stephanie Power, nasceu em 13 de setembro de 1953. Na época do nascimento de Taryn, o casamento acabou. Em sua autobiografia, Christian declarou qe o casamento acabara devido aos relacionamentos extraconjugais do marido. Christian teve também um relacionamento, com Edmund Purdom, que criou tensão entre ela e o marido, e se divorciaram em 1955.
Após o divórcio, Power teve um longo relacionamento com Mai Zetterling, que conhecera no set de Abandon Ship, além de um relacionamento com a atriz britânica Thelma Ruby. Em 1957, no entanto, ele conheceu Deborah Ann Montgomery Minardos; casaram em 7 de maio de 1958, e ela logo engravidou. Deborah o acompanhou a Madrid em setembro de 1958, para a filmagem de Solomon and Sheba. Ela estava preocupada com seus problemas cardíacos, mas ele estava envolvido demais com o filme. Em 15 de novembro de 1958, durante a filmagem de uma cena de duelo, ele teve um infarto agudo do micárdio, e morreu. Seu filho, Tyrone Power IV, nasceu em 22 de Janeiro de 1959.

## Serviço Militar
Em agosto de 1942, Power se alistou no United States Marine Corps, foi para o Marine Corps Recruit Depot San Diego e para a Officer Candidate School (U.S. Marine Corps) e Marine Corps Base Quantico, onde chegou a Segundo Tenente em 2 de junho de 1943. Pelo fato de ter 180 horas como piloto na Marine Corps, Tyrone Power ficou apto ao programa de treinamento de voo da Naval Air Station Corpus Christi, Texas, onde foi promovido a Primeiro Tenente. Power chegou a Marine Corps Air Station Cherry Point, Carolina do Norte em julho de 1944 e foi designado para o VMR-352 como um copiloto R5C. O esquadrão mudou para Marine Corps Air Station El Toro, na Califórnia, em outubro de 1944. Power esteve com os Marines durante a Batalha de Iwo Jima e a Batalha de Okinawa, e voltou para os Estados Unidos em novembro de 1945. Foi promovido a Capitão de reserva na Marine Forces Reserve em 8 de maio de 1951, mas não foi chamado para a Guerra da Coreia.
Em junho de 2001, num comunicado da Marine Air Transporter, Jerry Taylor, um instrutor de voo reformado da Marine Corps, relatou memórias da Segunda Guerra Mundial. Ele contou sobre o treino de Tyrone Power como piloto, declarando: "He was an excellent student, never forgot a procedure I showed him or anything I told him". Outros que serviram com ele também comentaram sobre sua habilidade.

## Premiações
Tyrone Power foi homenageado com a impressão de suas mãos e pés na calçada do Grauman's Chinese Theatre em 31 de maio de 1937.  Foi homenageado ao lado de Loretta Young, por ocasião da estreia do filme Cafe Metropole, e nessa época tinha 23 anos e era uma grande estrela há apenas 6 meses. Ele assinou no cimento: "To Sid - Following in my father's footsteps", como tributo a seu pai, ator de teatro e de cinema, Tyrone Power, Sr..
A estrela de Tyrone Power na Calçada da Fama pode ser encontrada no 6 747 Hollywood Blvd.

## Epílogo

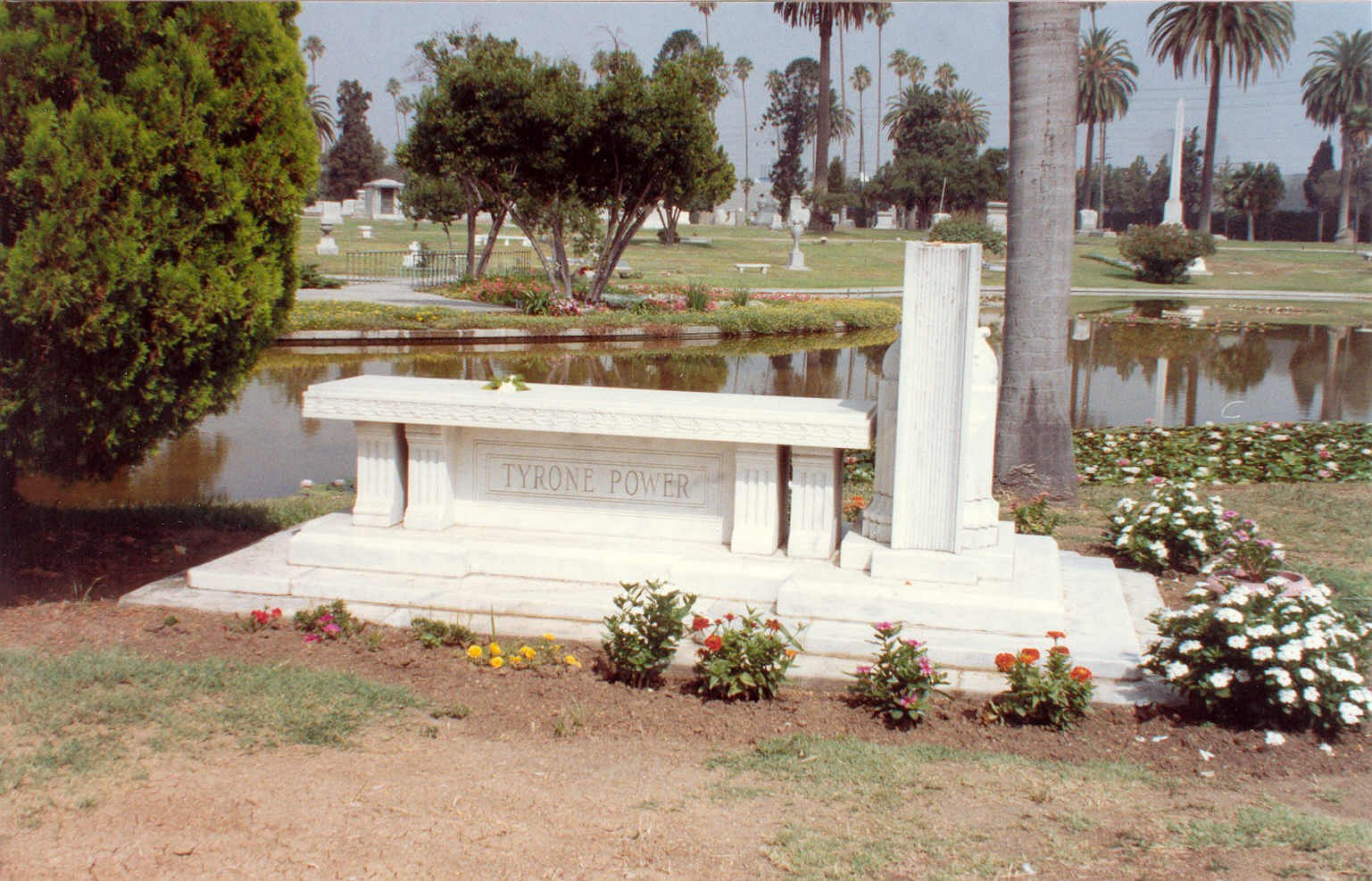
Túmulo de Tyrone Power, no Hollywood Forever Cemetery

Tyrone Power foi sepultado no Hollywood Cemetery, atualmente conhecido como Hollywood Forever Cemetery, em Hollywood, Califórnia, em 21 de novembro de 1958, com honras militares. Foi velado na Capela de Psalms, no Hollywood Cemetery, sob o serviço do Capelão Thomas M. Gibson. O caixão foi carregado por oficiais da United States Marine Corps e pelos amigos Charles Laughton, Raymond Massey, Tommy Noonan, Theodore Richmond, Murray Steckler, Cesar Romero, Watson Webb, Milton Bren, James Denton, George Sidney, George Cohen, Lew Schreiber, Lew Wasserman e Harry Brand. Cesar Romero apresentou um tributo fúnebre, usando as palavras do grande amigo e colega de atuação de Tyrone, George Sanders. Sanders escrevera tal tributo no set de Solomon and Sheba, poucas horas após a morte de Power, e escrevera o seguinte:
Voando sobre o velório estava Henry King, que o dirigira em onze filmes. Vinte anos antes, Tyrone havia voado com King, no avião deste, no set de Jesse James, no Missouri. Fora a primeira experiência que Power tivera com voo, o que influenciou grande parte de sua vida, desde sua entrada nos U.S. Marines até sua vida particular. No prefácio de The Films of Tyrone Power,  de Dennis Belafonte, King diria: "Knowing his love for flying and feeling that I had started it, I flew over his funeral procession and memorial park during his burial, and felt that he was with me".
Tyrone Power foi sepultado em uma das mais belas partes do cemitério, perto de um pequeno lago. Sua tumba foi formada por uma única pedra, em forma de um banco de mármore. Sobre a pedra foram colocadas máscaras da comédia e tragédia, com a inscrição: "Good night, sweet prince". Sobre seu caixão, Lawrence Olivier escreveu o poema "High Flight".
Em 8 de dezembro de 1958, as córneas de Tyrone Power foram doadas, como desejara, para a Estelle Doheny Eye Foundation, para estudos ou transplante.
No 50º aniversário de sua morte, Power foi homenageado pela American Cinematheque com um fim de semana de filmes e lembranças com familiares e colegas de atuação. O evento foi realizado no Egyptian Theatre, em Los Angeles, de 14 a 16 de novembro de 2008.

## Rumores pós-morte
Mais de 20 anos após a morte de Tyrone Power, Hector Arce citou, de fonte anônima, a declaração de que Power era bissexual. Em autobiografia feita em 1994, Crying With Laughter, o comediante e ator britânico Bob Monkhouse declarou ter rejeitado as investidas de Power. O crítico de modas Mr. Blackwell, em sua autobiografia de 1995 From Rags to Bitches, declarou que encontrara Power com um jovem ator em "momentos românticos em seu camarim e fazia longos passeios acelerando entre Sunset Boulevard e Malibu". Em seu livro, Errol Flynn: The Untold Story, o autor Charles Higham alega que Power tinha um relacionamento sexual com o ator australiano Errol Flynn. De acordo com William J. Mann, em seu livro Behind the Screen: How Gays and Lesbians Shaped Hollywood, 1910-1969, Power se envolvia em relacionamentos homossexuais. Em seu livro The Evening Crowd at Kirmser's: A Gay Life in the 1940s, Ricardo J. Brown confirma que quando esteve em Nova Iorque, vira "a lot of queer people in the theater and the movies", entre eles Tyrone Power e Tallulah Bankhead. Em Oops, I Lost My Sense of Humor, Lois M. Santalo escreve que "muitas estelas do cinema, da época de Tyrone Power, eram gays". Em Who's Who in Contemporary Gay and Lesbian History: From World War II to the Present Day, Robert Aldrich e Garry Wotherspoon's colocam Power em "Lista de astros e estrelas campeãs de bilheteria que eram gay ou bisexual".

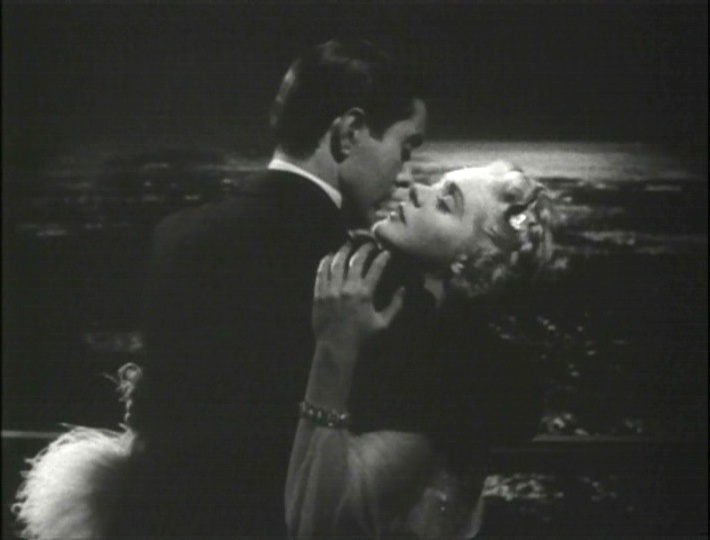
Tyrone Power abraça Alice Faye no filme de 1938 Alexander's Ragtime Band

Mulheres com que Power foi casado ou teve relacionamentos sempre negaram o conhecimento de sua inclinação homossexual. Sua segunda esposa, Linda Christian, relatava que ela e Power tinham uma relação intensa e descreve seu amor por outras mulheres. Lana Turner, em seu livro de 1983 The Lady The Legend The Truth, e Mai Zetterling, em All Those Tomorrows (1986), descrevem longos relacionamentos com Power. Outras mulheres com quem esteve envolvido foram Gene Tierney, Sonja Henie, Judy Garland, Anita Ekberg e Mary Roblee, uma editora.  Os amigos mais próximos de Power refutaram a ideia de sua bissexualidade: Robert Buck, um piloto que serviu com Power em uma viagem à Europa e África do Sul em 1947, em sua autobiografia North Star Over My Shoulder, em resposta aos rumores, declarou: "E enquanto eu falo sobre Ty, eu quero deixar bem claro, e o mais alto que eu puder: ele não era homossexual...".
Quando inquirida sobre o assunto no Phil Donahue Show, em 1982, Lana Turner disse: "I can only say this, naturally I only heard about it after his death. I think some terrible person wrote a book, but all the time I knew him there was never a sign of it. Believe me he was all man". Enquanto atuava a serviço da Pfizer, em 1985, Alice Faye disse: "Well, we were all babies. We had a great time working together...I never saw any sign of any such thing". Em On Sunset Boulevard, de Ed Sikov [descrevendo uma viagem que Billy Wilder fizera com Power e Charles Laughton]: "Wilder não via evidências de homossexualidade em Power". William Martin, primo de Tyrone e seu amigo íntimo, que também morou com Tyrone em Hollywood de 1936 a 1939, sempre declarou que tais rumores eram completamente absurdos. "Se Ty se tornou bisexual, então ocorreu após 1939", disse Martin. Sua filha Romina declarou: "Tyrone Power was not gay or bi-sexual. It's too easy to make a fast buck off of someone who is not around anymore to tell the true story. It's interesting to see what people suppose about one's parent. But more interesting yet, is the truth". Demais referências sobre a homossexualidade de Power podem ser encontradas ainda em: Investigation Hollywood, de Fred Otash, The Gift Horse, de Hildegard Knef, Linda: My Own Story, de Linda Christian, Lana: The Lady, the Legend, the Truth, de Lana Turner, Revista Whisper, de 1954; No More Tomorrows, de Mai Zetterling, Debbie: My Life, de Debbie Reynolds, People Will Talk, de John Kobal, Queen of Ice, Queen of Shadows: The Unsuspected Life of Sonja Henie, de Raymond Strait, Self-Portrait, de Gene Tierney e Mickey Herskowitz, e In Spite of Myself: A Memoir, de Christopher Plummer.

## Esposas e filhos
- 1) Annabella, casados em 23 de abril de 1939 e divorciados em 26 de janeiro de 1948.
  - Uma filha, adotiva, Anne Power (filha de Annabella, adotada por Tyrone Power)
- 2) Linda Christian, casados em 27 de Janeiro de 1949 e divorciados em 7 de agosto de 1956.
  - Duas filhas, Romina Francesca Power, nascida em 1951 e Taryn Power, nascida em 1953.
- 3) Deborah Ann Montgomery Minardos, casados em 7 de maio de 1958
  - Um filho Tyrone William Power IV, nascido em 1959

## Cultura popular

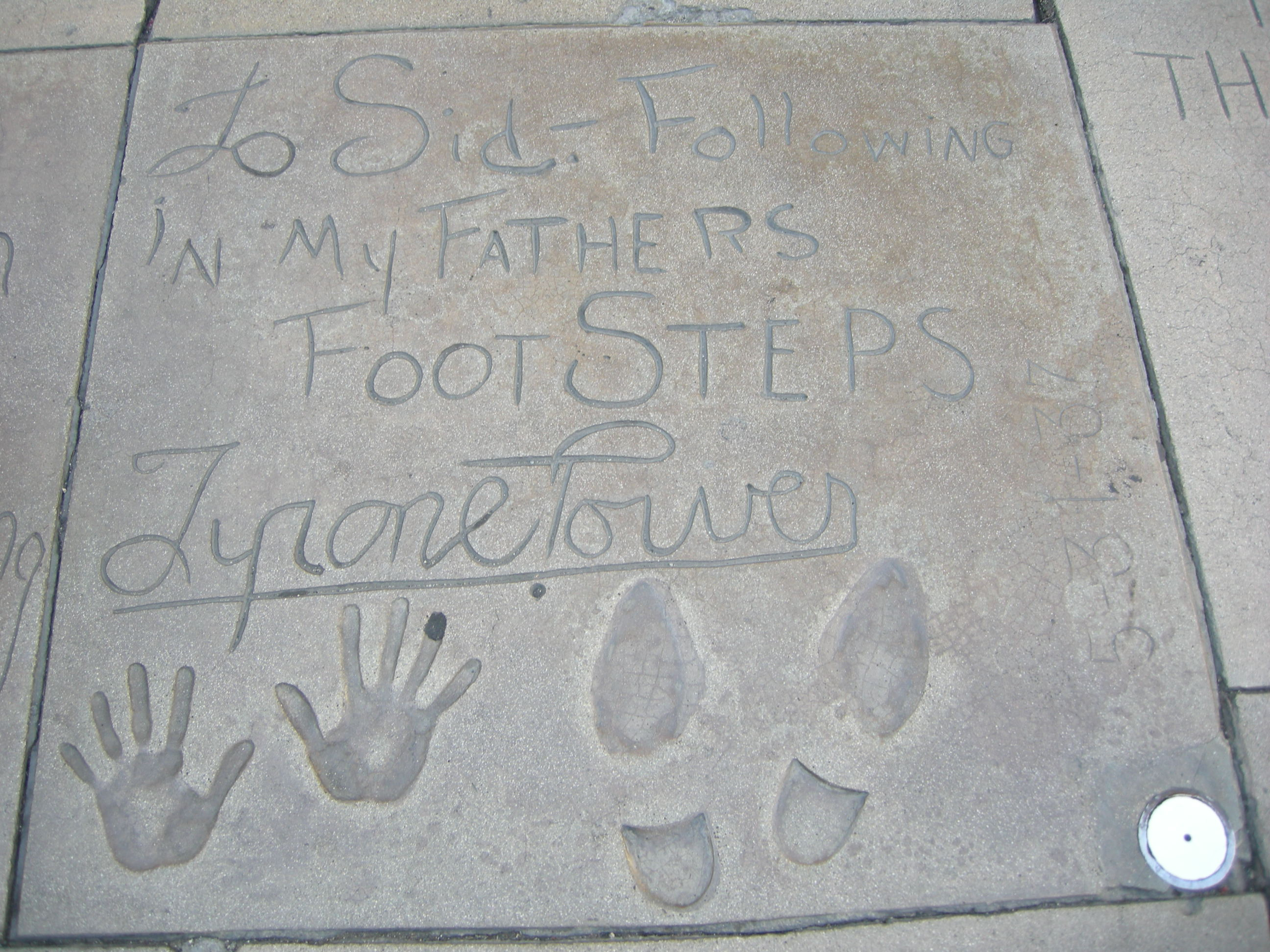
Pegadas e assinatura de Power na Calçada da Fama do Grauman's Chinese Theatre.

Um personagem chamado Tyrone Power aparece em três peças: Gossip (1977), Filthy Rich (1979), e The Art of War (1983), entretanto Filthy Rich, uma paródia de filme-noir, é o mais conhecido. Escrito por George F. Walker, o personagem é assim chamado, Segundo ele informa: "porque minha mãe é uma romântica incurável"<"because my mother is an incurable romantic".
O cartoon C.C. Beck foi feito sobre o personagem "Ibis the Invincible", baseado no papel de Tyrone Power em "The Rains Came" (1939).
Power aparece na capa do livro The Star Machine com Loretta Young.
Na música:
Power aparece na famosa capa do álbum de The Beatles, Sgt. Pepper's Lonely Hearts Club Band.
A canção "My Baby Just Cares for Me" inclui o poema "My baby don't care for Tyrone Power/She'd rather be with me by the hour".
"Hooray for Hollywood" inclui o poema "Within a half an hour, you'll look like Tyrone Power".
No cinema:
Sunset Blvd. (1950): Joe Gillis: "Can you see Ty Power as a shortstop?";
All About Eve (1950): Bill: "What shall I tell Tyrone Power?";
Flags of Our Fathers (2006): a personagem de Rene Gagnon é referida como "Tyrone Power", por causa de seu olhar.
Em Dreamboat (1952), uma fotografia de Tyrone Power é exibida na parede dos agentes Clifton Webb e Anne Francis.